# Combi-centrale
Een combi-centrale is een type elektriciteitscentrale die bestaat uit een combinatie van een gasturbine en een stoomturbine. In de jaren 70 van de 20e eeuw zijn de meeste gascentrales omgebouwd tot combi-centrale, waardoor het rendement steeg van ongeveer 40% naar ongeveer 45%.

## Werking
Bij een combi-centrale wordt een gasturbine gebruikt als voorschakeling. De uitlaatgassen van de gasturbine worden dan gebruikt als verbrandingslucht voor de ketel. De gasturbine wordt dus gebruikt als (verbrandings)luchtventilator voor de ketel en wekt tevens zelf vermogen op.

## STEG
Bij een combi-unit wordt de ketel dus bijgestookt met gasbranders. Dit in tegenstelling tot een STEG-unit waarbij de uitlaatgassen direct naar de ketel gaan. Het rendement van een moderne STEG-centrale ligt in de buurt van de 59%.
Aangezien een STEG-centrale een ander ketelontwerp heeft, is het vooral economisch niet mogelijk om een bestaande gascentrale om te bouwen tot een STEG-centrale. Bij een STEG-centrale levert de gasturbine ongeveer twee derde van het vermogen, en de stoomturbine een derde. Bij een combi centrale is de verhouding gasturbine/stoomturbine een vijfde over vier vijfde, hier levert de stoomturbine dus het meeste vermogen.